# Плем'я Єфрема
Пле́м'я Єфре́ма (івр. שֵׁבֶט אֶפְרַיִם‬, Shevet Efrayim; лат. tribus Ephraim) —  одне з племен (колін) Ізраїлевих. Згідно з Біблією, походило від Єфрема, молодшого сина Йосипа, який народився в Єгипті. Також — Ефраїмове плем'я, Потомство Ефраїма. 
При розділ Палестини воно отримало центральну, багату і родючу смугу землі від річки Йордан до Середземного моря на північ від Єрусалиму. Просякнуте духом самобутності і відчуваючи свою силу, воно вступило в суперництво з коліном Іудиним і постійно виявляло свій сепаратизм і гегемонізм, мотивуючи тим, що з нього походив наступник Мойсея і начальник ізраїльського народу Ісус Навин, і в їхніх володіннях знаходиться його батьківщина і місце поховання. 
Нащадки Єфрема, за біблійним переказом, зіграли велику ролю в історії ізраїльського народу, беручи участь у вирішенні його історичної долі. Саме з їхнього середовища вийшов Самуїл, відомий пророк і суддя ізраїльський. Коли після смерті царя Соломона його держава розпалася на два царства, найбільшу політичну вагу в новоствореному Ізраїльському царстві мало покоління Єфрема. Воно обрало бути царем представника свого племені Єровоама, а його резиденцією зробило своє місто Самарію, яке була столицею Ізраїльського царства до кінця його історичного існування.